# Carrier Air Wing 9

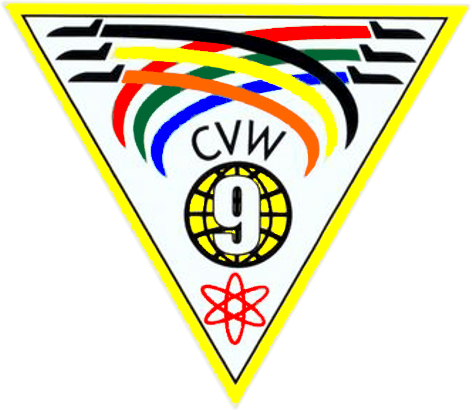

El Carrier Air Wing 9 (CVW-9) es un ala aérea embarcada de la Armada de los Estados Unidos; forma parte del Naval Air Force, U.S. Pacific Fleet; y está asignada al Carrier Strike Group 3 (CSG-3) y al portaaviones USS Abraham Lincoln. Su base es Naval Air Station Lemoore (California).

## Historia
La CVW-9 fue creada en 1952 como CVG-9. En 1953 luchó en la guerra de Corea a bordo del portaaviones USS Philippine Sea con aviones F4U-4 Corsair, F9F-2 Panther y AD-4 Skyraider. En los años sesenta, el CVW-9 combatió en la guerra de Vietnam; y condujo las primeras operaciones aéreas de combate ejecutadas desde un portaaviones de propulsión nuclear (el USS Enterprise). En 1968 estuvo en aprestos durante el incidente del USS Pueblo. En 1989 participó de la Operación Earnest Will (golfo Pérsico). En la década de 1990 participó de las Operaciones Desert Storm (Irak), Desert Sabre (Irak), Provide Comfort (Irak) y Southern Watch (Irak). Siguieron las Operaciones Enduring Freedom (Afganistán) e Iraqi Freedom (Irak); y la guerra global contra el terrorismo. En la década de 2010, la unidad participó de las operaciones Freedom Sentinel (Afganistán) e Inherent Resolve (Irak).